# Amenaça a l'ombra
Amenaça a l'ombra (títol original en anglès: Don't Look Now, o en italià: A Venezia... un dicembre rosso shocking) és una pel·lícula italo-britànica dirigida per Nicolas Roeg, estrenada el 1973. Ha estat doblada al català.
La pel·lícula va ser declarada per Time Out com la 1a de les 100 millors pel·lícules britànics.
El gènere fantàstic s'insinua en la pel·lícula sense obeir a cap codi de gènere establert. La pel·lícula, la seva raresa, es pot assemblar per certs aspectes al realisme màgic flamenc, i sobretot a la pel·lícula Un soir, un train d'André Delvaux.

## Argument
Laura i John Baxter perden la seva filla que s'ofega accidentalment. Més tard, la parella es queda a Venècia per raons professionals. Visions i trobades estranyes revifen el record de la seva petita desapareguda.

## Repartiment
- Julie Christie: Laura Baxter
- Donald Sutherland: John Baxter
- Hilary Mason: Heather
- Clelia Matania: Wendy
- Massimo Serato: Mgr. Barbarrigo
- Renato Scarpa: l'inspector Longhi
- Giorgio Trestini: l'obrer
- Leopoldo Trieste: el gerent de l'hotel
- David Tree: Anthony Babbage
- Ann Rye: Mandy Babbage

## Premis i nominacions

### Premis
- 1974: BAFTA a la millor fotografia per Anthony B. Richmond

### Nominacions
- 1974: BAFTA a la millor pel·lícula
- 1974: BAFTA a la millor direcció per Nicolas Roeg
- 1974: BAFTA a la millor actriu per Julie Christie
- 1974: BAFTA al millor actor per Donald Sutherland
- 1974: BAFTA al millor muntatge per Graeme Clifford
- 1974: BAFTA a la millor música per Rodney Holland, Peter Davies i Bob Jones